# Малыгин, Иван Васильевич
Иван Васильевич Малыгин (22 января [3 февраля] 1888 — 20 сентября 1918) — участник гражданской войны в России, член коллегии Народного комиссариата по военно-морским делам в Бакинском Совете Народных Комиссаров, один из 26 бакинских комиссаров.

## Биография
Проживая в Баку, осуществлял связь c российскими большевистскими организациями.
В 1911 году, по приговору Новочеркасской судебной палаты, Малыгин был выслан под строгий негласный надзор полиции в село Петровское. Здесь он устроился на работу управляющим торгового дома Зиберова и продолжал заниматься революционной деятельностью, распространял газету «Правда» вплоть до 1916 года.
16(29).12.1916 года в Пятигорск в качестве репортёра приехал заведующий редакцией газеты «Терек» во Владикавказе Сергей Миронович Киров. Встреча с местными большевиками Г. Г. Анджиевским, И. В. Малыгиным и В. А. Пешковым в солдатском лазарете № 20 113-го запасного полка на Церковной улице (ныне — ул. Соборная) положила начало созданию в городе партийной большевистской организации (до этого существовала объединённая социалдемократическая организация).
В 1917 — один из активных деятелей большевистской организации и Совета рабочих и крестьянских депутатов в Пятигорске, затем в Грозном и Баку.
В августе 1917 — участник Всероссийского совещания Советов в Петрограде. С декабря 1917 — секретарь Военно-революционного комитета Кавказской армии.
В апреле 1918 — представитель Бакинского совета на II съезде народов Терека. С апреля 1918 — член коллегии Народного комиссариата по военно-морским делам в Бакинском Совете Народных Комиссаров. Летом 1918 руководил боями против германо-турецких интервентов.
Расстрелян 20 сентября 1918 года в числе 26 бакинских комиссаров на 207-й версте между станциями Ахча-Куйма и Перевал (ныне — на территории Балканского велаята, Туркменистан).

## Память

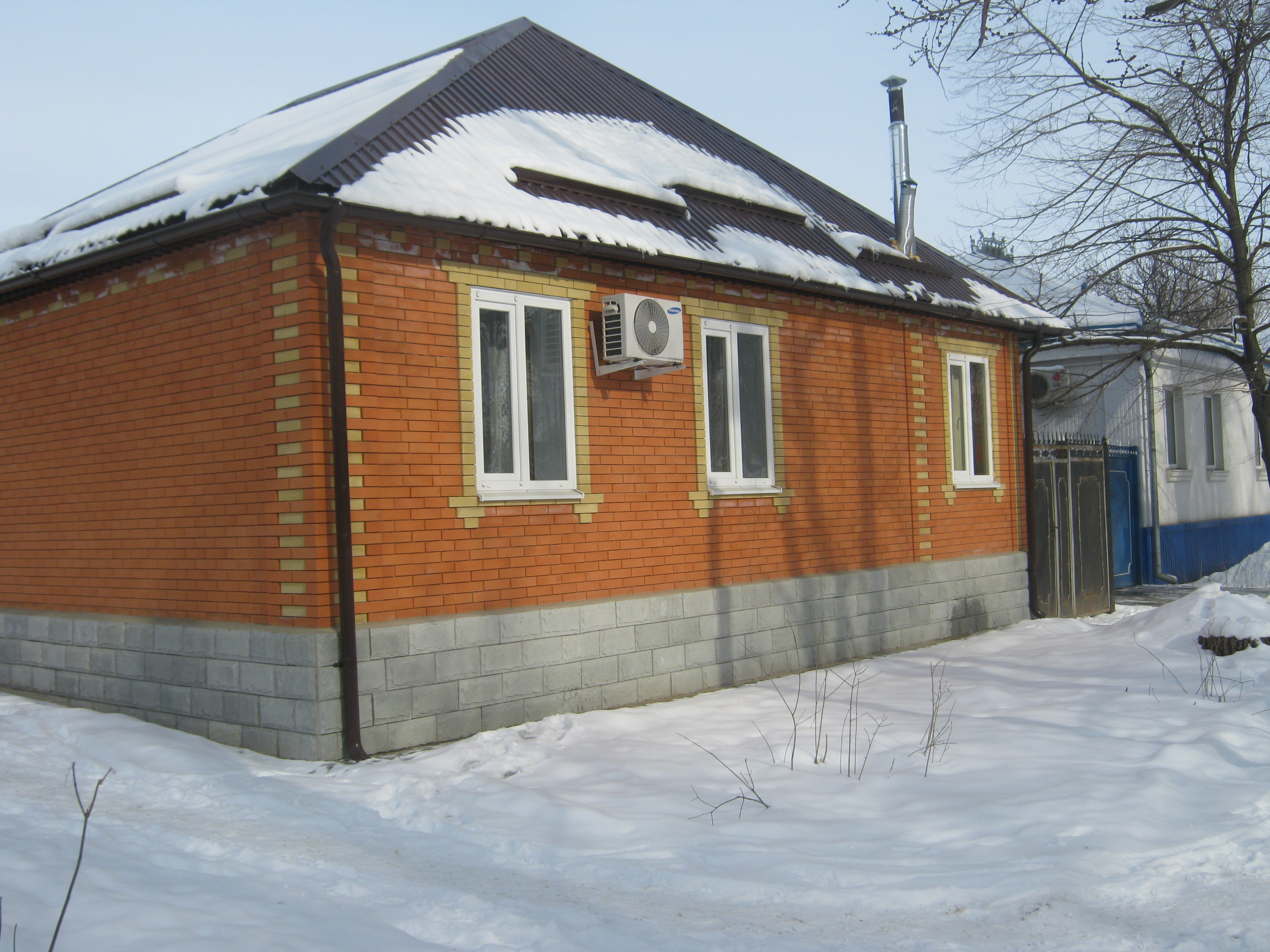
Дом по улице Ленина в Светлограде, в котором жил Малыгин с 1911—1916 год. На данный момент памятная табличка демонтирована.

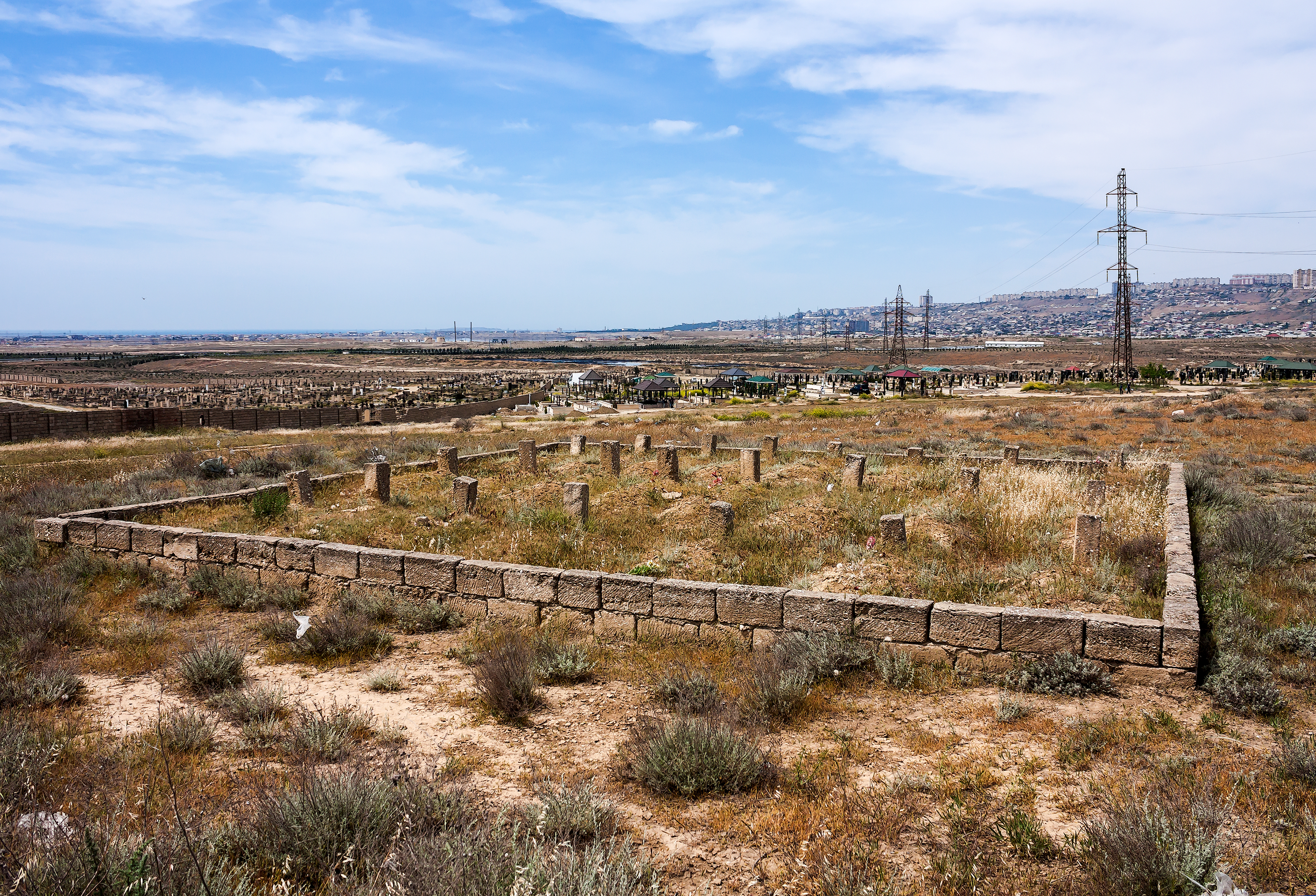
Могила 26 Бакинских комиссаров. Говсанское кладбище, 9 мая 2017 г.

- В Светлограде на доме, в котором он жил в ссылке, была установлена мемориальная табличка, впоследствии демонтированная, а также названа улица в его честь.
- улица Малыгина — улица в г. Махачкала.
- улица Малыгина — улица в г. Пятигорск.
- улица Малыгина до 1990 г. название улицы Гаджи Зейналабдина Тагиева в Баку.

В октябре 2015 г. Иван Малыгин попал в опубликованный Украинским институтом национальной памяти «Список лиц, которые подпадают под закон о декоммунизации».